# Kamil Drygas
Kamil Drygas (Kępno, 7 settembre 1991) è un calciatore polacco, centrocampista del Miedź Legnica.

## Carriera

### Club
Ha giocato nella prima divisione polacca.

### Nazionale
Ha giocato nelle nazionali giovanili polacche Under-20 ed Under-21.

## Palmarès

### Club

#### Competizioni nazionali
- Coppa di Polonia: 1

Zawisza Bydgoszcz: 2013-2014
- Supercoppa di Polonia: 1

Zawisza Bydgoszcz: 2014